# Lymelife
Lymelife  est un film américain indépendant réalisé par Derick Martini et sorti en 2008.

## Synopsis
Lymelife se déroule à Syosset, Long Island, New York, en 1979. L'histoire suit deux familles, les Bartlett et les Bragg, qui s'effondrent lorsque des relations compliquées, des problèmes immobiliers et la maladie de Lyme convergent au cœur de la banlieue. Scott Bartlett est un garçon de 15 ans doux, radicalement différent de son père Mickey et de sa mère Brenda. Une épidémie de maladie de Lyme, ainsi que la paranoïa qui l'accompagne, frappent durement leur communauté. Lorsque le voisin des Bartlett, Charlie Bragg, est diagnostiqué avec la maladie, Charlie est incapable de travailler et sa femme Melissa doit assurer elle-même les revenus. Elle est embauchée par Mickey, une faveur amicale motivée par la luxure. 
L'histoire de Mickey en matière de flirt est l'une des nombreuses choses qui contrarie Brenda. Scott est depuis toujours amoureux de la fille des Bragg, Adrianna, âgée d'un an de plus ; elle commence à lui rendre son intérêt. Charlie passe des journées cachées dans son sous-sol, tandis que sa femme croit qu'il est à Manhattan pour des entretiens d'embauche. Il est obsédé par la chasse au cerf. Scott et Charlie ont une bonne relation, l'une des seules que Charlie est capable de maintenir tout au long de sa maladie. Les choses s'échauffent lorsque Jimmy, le grand frère de Scott, rentre de l'armée le jour de l'anniversaire de leur mère. Brenda quitte tôt la fête d'adieu de Jimmy lorsqu'il est clair qu'il existe une relation entre Mickey et Melissa. Jimmy et Mickey ont une confrontation. 
Scott apprend la liaison et confronte sa mère. Adrianna l'aide à traverser cette épreuve, mais le fuit après qu'une rumeur s'est répandue à partir d'un mensonge qu'il a dit à un ami. Brenda met Mickey à la porte et est à nouveau capable de jouer le rôle d'un parent efficace. Charlie confronte également Mickey après avoir été témoin par inadvertance de la liaison ; lorsque sa femme découvre qu'il la laisse gagner la vie de la famille, elle fait ses bagages pour partir. Scott et Adrianna renouent et perdent leur virginité l'un avec l'autre. Brenda laisse Mickey passer la nuit chez eux, mais sur le canapé.

## Fiche technique
- Réalisation : Derick Martini
- Scénario : Derick Martini, Steven Martini
- Image : Frank Godwin
- Musique : Steven Martini
- Dates de sortie :
  - Canada : 8 septembre 2008 (Festival international du film de Toronto)
  - États-Unis : 16 janvier 2009
  - États-Unis : 12 novembre 2009

## Distribution
- Rory Culkin : Scott Bartlett
- Alec Baldwin : Mickey Bartlett
- Jill Hennessy : Brenda Bartlett
- Emma Roberts : Adrianna Bragg
- Timothy Hutton : Charlie Bragg
- Cynthia Nixon : Melissa Bragg
- Logan Huffman : Blaze Salado
- Brandon Thane Wilson : Stuart
- Adam Scarimbolo : Todd O'Leary
- Kieran Culkin : Jimmy Bartlett
- Phillip Pennestri : Father Pazzo
- Louis Ruffolo Jr. : Bartender
- Beepers : Deer

## Nominations et récompenses
- Prix international FIPRESCI de la critique au Festival international du film de Toronto[1]
- Nommé aux Gotham Awards